# Upper Sumas Indian Reserve 6
Upper Sumas Indian Reserve 6 är ett reservat i Kanada.   Det ligger i provinsen British Columbia, i den södra delen av landet, 3 500 km väster om huvudstaden Ottawa.
I omgivningarna runt Upper Sumas Indian Reserve 6 växer i huvudsak blandskog. Trakten runt Upper Sumas Indian Reserve 6 är nära nog obefolkad, med mindre än två invånare per kvadratkilometer.